# عبد الله هشام طلس
عبد الله هشام طلس، (1927-2001)، ناشط اجتماعي وكاتب سياسي سوري.

## سيرته
هو عبد الله هشام بن محمد نافع أفندي بن الشيخ المحدث مصطفى أفندي طلس، من عائلة طلس العربية، ولد في حي بوابة قيس جوار مبنى مجلس مدينة حلب سابقاً سنة 1927. بدأ دراسته الابتدائية في مدرسة درعا الثانية (بمدينة درعا) حيث كان والده قاضيا للمدينة، ثم ما لبث أن انتقل والده محمد نافع أفندي ليكون القاضي العربي في لواء إسكندرون أثناء الانتداب الفرنسي على سورية ولبنان فدرس في معهد «الفرير ماريست»، وكان لتلك الفترة أثرا هاما في حياته وتفتحه الفكري بالرغم من صغر سنه حيث كان معظم معلميه من الفرنسيين، فأتقن اللغة الفرنسية بشكل جيد وبفترة قصيرة، لولعه الشديد بتعلم اللغات، ولكن وبعد أن حدث صدام بين القاضي نافع طلس والقاضي الفرنسي في محكمة إسكندرون لتأخر القاضي طلس بالنزول عن قوس المحكمة لعدم انتهاء النظر في دعوى أمامه مما أثار غضب القاضي الفرنسي، فقال القاضي طلس للقاضي الفرنسي: أنا هنا القاضي السوري في وطني، وأغلب ظني أنك «جارسون» في بلدك البعيد فرنسا، فوصل الأمر إلى المندوب السامي الفرنسي في رياق فأمر بترك القاضي الفرنسي في المحكمة مع توجيه إنذار لهُ، وترفيع ونقل الشيخ محمد نافع طلس ليكون قاضيا لمدينة حلب.
عند عودة عبد الله هشام طلس مع أسرته إلى مسقط رأسهِ في حلب أصر أخيه الأكبر مصطفى على والدهما أن يسجل أخويه محمد شاهين وعبد الله هشام القادمين من معهد الفرير ماريست في مدرسته «العرفان» حيث كان مديرا لتلك المدرسة آنذاك وكانت قريبة من حي المدينة الأثري وتلامذتها وهي من وسط اجتماعي مختلف تماما عما كان عليه في مدرسة الفرير ماريست وهذا ما ترك أثرا حزينا لازمهُ عدة سنين من حياتهِ. وتنقل بعد ذلك في عدة مدارس حتى نال شهادة السرتفيكا من المدرسة التاجية للتطبيقات.
في المرحلة الإعدادية عمد والده لتسجيله في «الكلية الأمريكية» حيث كان مديرها الدكتور «الفريد كارلتون» صديقا له، وكانت تلك الفترة نقلة جديدة نوعية في حياته الاجتماعية والفكرية، وأتقن اللغة الإنجليزية بسرعة كبيرة ويجدر بالذكر أن ذاك المعهد يومها قد خرج قيادات سياسية وفكرية عديدة أمثال ناظم القدسي الذي صار رئيسا لسورية، والفنان التشكيلي فاتح المدرس، والمخرج العالمي مصطفى العقاد، وآخرين من رواد الفكر.
كان لغرفة المحراب في المدرسة الحلوية (مقابل المسجد الأموي) التي كانت مخصصة لهُ من والدهِ للمذاكرة فيها، أثرا طيباً على روحانيته وتلقيه العلوم الدينية والمدرسية، حيث كان جده العالم مصطفى طلس متوليا للمدرسة الحلوية بفرمان ممهور بتوقيع السلطان عبد الحميد الثاني وخلفه والده القاضي محمد نافع طلس فعلمه الشيخ عبد الوهاب طلس ثم سلَّم طلس بعد سنين طويلة مفاتيح المدرسة الحلوية والمحراب وخزانة الشعرة النبوية الشريفة إلى الأوقاف عند سفرهِ إلى تركيا ولم يستطع بعدها استرداد مفاتيحها بالرغم من الوعود المتكررة من مدير أوقاف حلب آنذاك الشيخ صهيب الشامي.
بعد أن حصل على الشهادة الاعدادية من الكلية الإسلامية بحلب انتقل الى مدرسة «التجهيز الأولى» ما سميت لاحقا «ثانوية المأمون» وبعد تخرجه منها انخرط في سلك التعليم ليكون بادئ ذي بدء مديرا لمدرسة راجو (قرية تابعة لمدينة عفرين) وكان لموقعها وطبيعتها الجغرافية، الأثر في تكوين شخصيته الخطابية والسياسية ومما يذكر أنه جمع من طلاب مدرسته مبلغا زهيدا من المال ليشتري سارية وعلم سورية رفعه في وسط ساحة المدرسة وبدأ بترديد النشيد السوري صباح كل يوم دراسي ليعلق قلب الاطفال (الأكراد) بحب سورية وليسمو فكرهم عن التعلق بالعرقية والمناطقية الضيقة، وبعد فترة من التنقل في التدريس من مدرسة الأخاء العربي والاتحاد الوطني ومدرسة الفاروق، انتقل الى كلية الطب البشري في جامعة إسطنبول وبرفقة ابن عمه الدكتور محمد هشام طلس وبقي هناك سنتين دراسيتين ولكن نظرا للظروف الاقتصادية ووفاة والده اضطر للعودة الى حلب ودراسة الحقوق في جامعة دمشق، حيث تخرج من كلية الحقوق وهو على رأس عمله في المؤسسة العامة للكهرباء والنقل حيث أصبح أمينا عاما للمؤسسة بعد انفصال مؤسسة الكهرباء عن دائرة الحافلات ودائرة المياه لتكّون ادارة مستقلة لكل دائرة.
تأثر طلس بمعلمين وأشخاص مم انعكس على ثقافته لآخر أيامه، ومن أهمهم والده القاضي الشيخ محمد نافع طلس، وابن عمهِ محمد أسعد طلس أمين عام وزارة الخارجية، والدكتور الفريد كارلتون مدير الكلية الامريكية، والشيخ جميل أفندي العقاد أحد أبرز المدرسين والدعاة في حلب، والدكتور الشيخ مصطفى الزرقا، والدكتور المهندس نور الدين الرفاعي.

## من أهم انجازاته
نشط طلس في المجال الاجتماعي فعمد إلى تأسيس أول جمعية استهلاكية في مدينة حلب لعمال وموظفي مؤسسة الكهرباء والنقل بحلب، ثم عمد الى تأسيس الجمعية التعاونية السكنية للعاملين في مؤسسة الكهرباء والنقل بحلب وكانت كذلك أول جمعية سكنية في حلب على الاطلاق وأسماها «حلب الجديدة» تأسيا بما رآه في مصر أثناء متابعة دراسته هناك من حي مصر الجديدة. فكان البدء بتاسيسها أمر مدهش حيث جمع من أصدقائه في شركة الكهرباء مبلغا بسيطا لطباعة الإيصالات فقط وهذا كان بداية إنشاء مدينة حلب الجديدة، فاستدعاه الدكتور المهندس نور الدين الرفاعي وأوضح لهُ صعوبة ما يفكر به من إشادة مدينة قد تعجز الدولة عن بنائها! فأنى له القيام بها وهو لا يملك قرشا لذلك؟! و لكنه أصر على مشروعه الحلم وعلى تحدي الذات قبل الصعاب لأنه كان يقول: إن لم تضع هدفا ساميا عظيما وتسعى لتحقيقه بكل ما آتاك الله من عزيمة وإخلاص فلن تترك أثرا يذكر لأبناء دينك وجلدتك ومدينتك، وسيمحى أثرك بعد موتك ببضع سنين! وبالفعل حقق هدفهُ، وجمع مبلغاً من المال للمدينة وبنى بعض المباني في البداية على اليابسة في مبلغ لا يتجاوز خمسمائة ليرة سورية، ثم صارت المدينة بعد الانتهاء من إنشائها مؤلفة من سبعمائة محلة وعدة أسواق ومساجد ومدارس ومرافق أخرى تقدر قيمتها بمليارات الليرات السورية.
بنى مسجدا سُمي «جامع الإيمان الكبير» على أرض خصصها لهُ عند تخطيط مدينة حلب الجديدة وبمساحة أربعة آلاف مترا مربعًا وأثث فيهِ قاعة ضخمة للمحاضرات الإسلامية عهد في تصميمها وتنفيذها لنجله المهندس محمد نافع طلس، وكان دائم القول أن مهمة المسجد ليس للصلاة فحسب بل لتوجيه الشباب والمساهمة في تربية وبناء فكر الناشئة، وبناء ثقافة إسلامية صحيحة يؤسس لها على أيدي الدعاة والعلماء الصادقين الثقاة، وقد أعدّ عدة قصائد ليلقيها عند افتتاح قاعة المحاضرات ولكن توفي قبل الافتتاح.
ساهم طلس في تأسيس وبناء عدة أحياء سياحية وسكنية مثل: مشروع زهرة المدائن في مدخل حلب الأم (بجوار قرية خان العسل) وترأس مجلس إدارته وبرفقته أعضاء مجلس الادارة ومنهم أحمد سليم الدرويش (وزير الإسكان)، ونجاة غازي (عضوة الفرع بحلب)، وعلي بدوي (نائب رئيس المكتب التنفيذي)، وصبحي السمان (مدير عام شركة الجلود). كذلك أسس و ترأس جمعية طلس (مقابل قرية بشنطرة)، ومشروع الهضبة الخضراء (قرية العيس)، ومشروع الروابي الذهبية ومشروع الضاحية (مقابل خان العسل)، والمشروع الأول والثاني لريف الكهرباء بخان العسل وأوكل العديد من الدراسات والتنفيذ والإشراف على تلك المشاريع لنجله المهندس محمد نافع طلس .
أسس رابطة الحقوقيين بحلب بمشاركة محافظ المدينة محمد نور الموالدي وأحمد درويش وثريا رمضان ونوري طباخ ووداد معمار باشي وصبحي السمان وآخرين من رجال القانون في حلب، واجتمع مع رئيس الوزراء آنذاك لتخصيص الأرض التي أشاد بعدها المقر الحالي لرابطة الحقوقيين في شارع النيل، وقد مثل وفد الجمهورية العربية السورية في اجتماع مؤتمر الحقوقيين العرب الذي عقد في بغداد أثناء التقارب السوري العراقي وكان صدام حسين نائبا لرئيس الجمهورية العراقية آنذاك، حيث دعاه لوليمة عشاء والتقط معهُ صوراً تذكارية وأبدى اعجابهُ بنباهتهِ وأكرم ضيافتهِ وأصبح لطلس علاقات صداقة مع وزير العدل العراقي الأستاذ شبيب المالكي (في عهد رئاسة صدام حسين لاحقا) من نتاج حضور ذلك المؤتمر.

## من مؤلفاته
ألف عبد الله هشام طلس عدة كتب ومنها:
- أعلام حلب خلال القرنين التاسع عشر والعشرين.
- الولايات العربية المتحدة (دراسة قانونية – مخطوط).
- القرابة وصلة الرحم.[2]
- الجار في الإسلام.[3]
- الإسلام والدار الآخرة.
- تاريخ حياة أفراد طلس.

## نشاطه السياسي
كان لعبد الله هشام طلس نشاطا سياسيا مميزاً، حيث كان في بداية شبابه المبكر مسؤولا عن شعبة للحزب السوري القومي الاجتماعي في حلب ولكنه انقلب عليه بعدما تأكد من توجهه وفكره اللذان لا يناسبان ثقافته وخلفيته الدينية، واستمر سنين طويلة عضوا بارزا في الحركة الناصرية والاتحاد الاشتراكي، وبالرغم من طلب اصدقائه فوزي الكيالي وصديقه فايز إسماعيل عضو الجبهة الوطنية التقدمية ليعاود نشاطه السياسي ويكون وزيرا مرشحا عن حزبه ولكنه آثر الابتعاد عن تلك الأجواء في ذاك الوقت، وفي آخر أيام حياته ساهم في تشكيل حركة الحوار العربي الناصري فكان أمين العام المساعد لها، وكان أمينها العام في سورية المهندس عبد العظيم محمد عبد العظيم، وكان حسن عبد العظيم عضو المكتب السياسي فيها، وكانت الحركة مرتبطة مع مؤسسها في مصر خالد جمال عبد الناصر.

## وفاته
في أواخر شهر نوفمبر من عام 2001م، الموافق لشهر رمضان عام 1422هـ، توفي عبد الله هشام طلس بعد معاناة شهر من آلآم عملية جراحية في جراحة القلب أجراها في مشفى الخالدي في عمان بالأردن، ورثاه شخصيات دينية وسياسية كثيرة زارت خيمة العزاء التي نصبت في حي الفرقان بحلب.